# بهارک خزری
بهارک خزری (نام علمی: Corydalis hyrcana) نام یک گونه (زیست‌شناسی) از سرده بهارک است.